# Бей-Вью (Вашингтон)
Бей-Вью (англ. Bay View) — статистически обособленная местность в округе Скаджит штат Вашингтон, США. В 2010 году проживало 696 человек, а плотность населения была 78,4 человека на км². Часть метрополитенского ареала Маунт-Вернон — Анакорт.